# Leskovac
Leskovac (în sârbă: Лесковац, pronunțat [lě̞skɔ̝v̞at͡s]) este un oraș și centrul administrativ al districtului Jablanica din sudul Serbiei. Conform recensământului din 2011, zona urbană a orașului a avut 60.288 de locuitori, în timp ce zona administrativă a orașului a avut 144.206 de locuitori, majoritatea sârbi ortodocși.

## Istorie

### Preistorie
Urme ale culturii Brnjica⁠(en)[traduceți] (din secolul al VIII-lea î.Hr.) au fost descoperite pe Dealul Hisar (Hisar Leskovac) care a fost protejat printr-o groapă adâncă cu o palisadă pe partea interioară, o fortificație similară cu cea a unei alte fortificații de la situl arheologic Gradac de lângă Zlokućane în bazinul râului Velika Morava. O așezare din epoca târzie a fierului a existat la Hisar și a fost datată din secolul al VI-lea î.Hr. până în secolul al IV-lea î.Hr.  Pe lângă fibula și ceramica grecească, morminte de triballi (morminte tracice) au fost excavate în 2005.

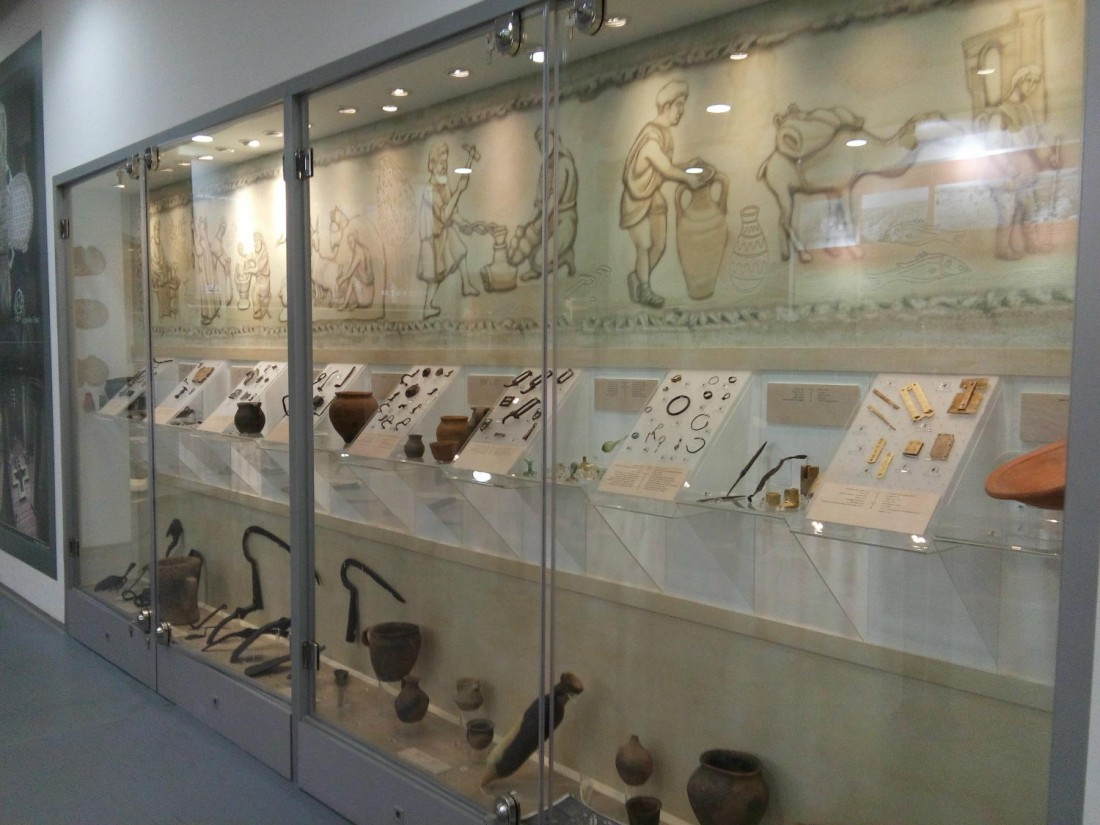
Muzeul Național din Leskovac

Descoperirile arheologice din siturile cu mai multe straturi indică faptul că scordiscii și triballi au locuit în valea Leskovac înainte de cucerirea romană în secolul I î.Hr. Monumentele istorice cultural-istorice din această zonă sunt: necropola romană din Mala Kopasnica originară din secolul al II-lea d.Hr. și orașul est-roman Iustiniana Prima construit în 535 d.Hr.

### Evul Mediu
Slavii s-au stabilit în Peninsula Balcanică în secolele al VI-lea și al VII-lea. Provincia a fost cunoscută sub numele de Dendra în limba greacă și ca Glubočica (Глубочица, mai târziu Dubočica) în limbile slave. Dendra a fost dată conducătorului sârb Desa în 1155. A fost apoi deținută de Marele Prinț Ștefan Nemanja .  
Bătălia de la Dubočica⁠(en)[traduceți] a avut loc la 24 septembrie 1454, între Despotatul Serbiei și Imperiul Otoman invadator, și s-a încheiat printr-o victorie sârbă. Cu toate acestea, expansiunea otomană în Europa a continuat cu succes, iar Leskovac a fost cucerit în 1455.
În timpul stăpânirii otomane, Leskovac a făcut parte din Sangeacul Niš (1448–1878) și a devenit un oraș mare, centru economic și comercial, cunoscut pentru târgurile sale unde veneau oameni din întreaga Peninsulă Balcani. Mănăstirile din Jasunje dedicate Schimbării la Față a Fecioarei și Sf. Ioan Botezătorul au fost construite în 1499 ca aparținând maicilor Ksenija.

### Perioada modernă
Biserica Nașterii Sfântului Ioan Botezătorul a fost reconstruită în secolul al XVI-lea. Înainte de 1877, Leskovac a avut o populație totală de 46.500 de locuitori, din care 22.500 erau sârbi și 24.000 albanezi. Populația urbană musulmană din Leskovac era formată din albanezi și turci, dintre care o parte erau de origine albaneză.  În timpul războiului sârbo-otoman (1876-1878), populația musulmană din Leskovac s-a refugiat în vilaietul otoman Kosovo și apoi s-a mutat în orașe din Macedonia și Kosovo, în special în Priștina unde au dominat comerțul.

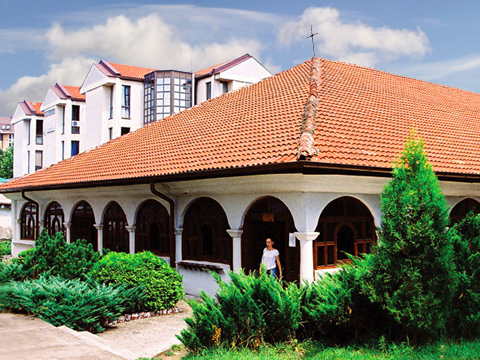
Odžaklija, biserica secretă

Leskovac a devenit parte a Serbiei după Tratatul de la Berlin din 1878, moment în care Serbia a devenit și ea complet independentă de Imperiul Otoman. Independența deplină față de otomani a avut inițial un impact negativ asupra comerțului. Cu toate acestea, până la sfârșitul secolului al XIX-lea, orașul Leskovac a ajuns faimos în toată zona Balcanilor pentru atelierele sale care au transformat cânepa în frânghie. Leskovac a fost cunoscut sub numele de Leskofça în timpul stăpânirii otomane și a fost granița sangeacului Niš până în 1878. 
În curând, în regiune s-au dezvoltat trei producători de dantele bazate de mori de apă. În 1896, fondatorii acestor companii și-au combinat resursele și au cumpărat din Imperiul German echipamente de fabrică pentru producerea de pânză din lână. Aceasta a fost prima fabrică de la marginea orașului. În 1903, a fost construită o fabrică pentru prelucrarea cânepei pe malul râului, la nord de centrul vechi al orașului. În mijlocul primei răscoale a revoluției sârbe (1804-1815), a fost construită în oraș o biserică ortodoxă sârbă secretă, prin păcălirea conducătorilor turci că această clădire ar servi ca reședință a preotului orașului și i-a fost adăugat un coș de fum, de unde și numele său Odžaklija (Șemineu). În 1922, familia Teokarević a deschis o fabrică de pânză din lână în micul oraș Vučje, în apropiere de Leskovac. Până în 1938, fabricile private de textile din orașul Leskovac au angajat 2.560 de lucrători. În anii 1870, existau mii de procesoare de cânepă în Leskovac, producând până la 150.000 de încărcături pe an. Orașul a fost cunoscut cândva sub numele de „Micul Manchester”, datorită industriei sale textile din secolul al XIX-lea, care era pe locul doi după cea din Manchester, Anglia. Orașul a continuat să fie un centru textil important până la căderea comunismului în Europa de Est, dar din cauza izolării economice a Serbiei, rezultată din războaiele etnice, a locației sale îndepărtate și a eșecului de a privatiza fabricile, industria s-a prăbușit, ducând la depresia economiei din zonă. 
Din 1929 până în 1941, Leskovac a făcut parte din Banovina Vardar a Regatului Iugoslaviei.

### Al doilea război mondial

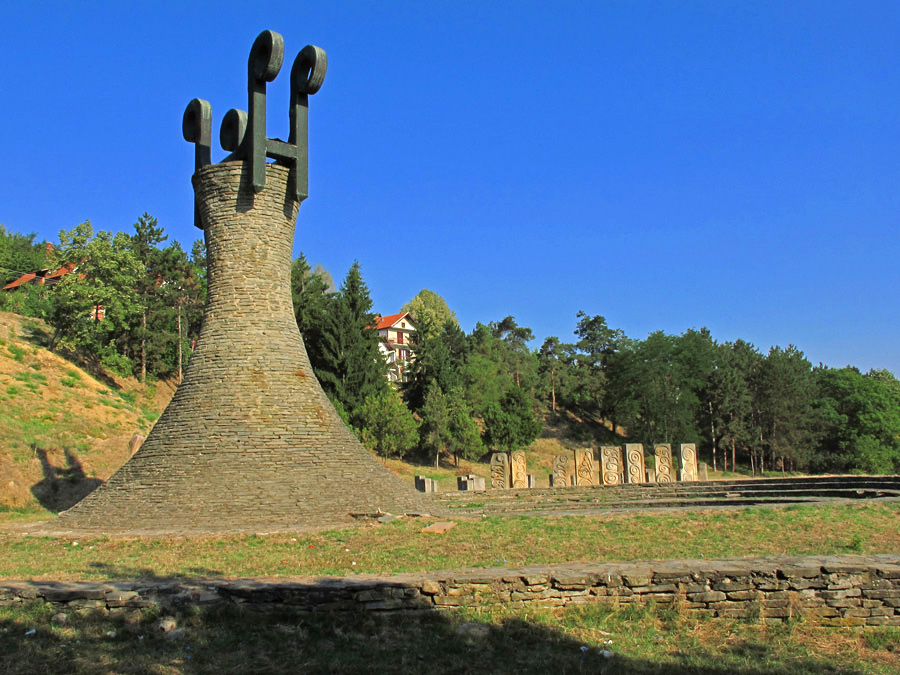
Parcul memorial și statuia „Zeița Victoriei”

În timpul celui de-al Doilea Război Mondial, orașul a făcut parte din Serbia ocupată de germani. Acesta a fost puternic bombardat de Aliați în 1944, cu estimări ale victimelor civile care variază de la peste o mie la șase mii. Cel mai puternic bombardament a avut loc la 6 septembrie 1944, când cea mai mare parte a părții centrale a orașului a fost distrusă. Ziua de 6 septembrie este marcată anual în oraș. 
Fitzroy Maclean, șeful misiunii militare britanice care ținea legătura cu partizanii iugoslavi, a scris [...] în timp ce priveam, întregul Leskovac părea să se ridice trupește în aer, într-o tornadă de praf, fum și resturi și un zgomot extraordinar a căzut asupra urechilor noastre[...] Ceea ce a mai rămas din Leskovac se afla învăluit într-un nor de fum; mai multe clădiri păreau să ardă aprig. Chiar și partizanii păreau resemnați. Acest bombardament a făcut parte din Operațiunea Ratweek supervizată de locotenent-colonelul Hardy Amies care a avut ca obiectiv atacul și oprirea retragerii inamicului, iar recunoașterea aeriană a confirmat prezența unei concentrații puternice de transporturi de blindate și autovehicule acolo, cu toate a spus că folosirea a 50 de bombe grele ale B-17 Flying Fortress părea mai degrabă ca o încercare de a sparge o nucă cu un baros.

### Conflictul din Kosovo
În timpul bombardamentului NATO din Iugoslavia, Leskovac și împrejurimile sale au fost bombardate aproape zilnic. Cu această ocazie, la 12 aprilie 1999, un pod feroviar de lângă Leskovac (Cheile Grdelic, Grdelička klisura) și un tren de pasageri, care traversa podul, au fost puternic lovite. Zeci de civili au fost uciși în acest atac.

## Geografie
Leskovac este situat în inima vastei și fertile văi omonime  (de 50 de kilometri lungime și 45 de kilometri lățime), cu micul râu Veternica, la poalele dealului Hisar, în partea centrală a văii Leskovac.  
Leskovac se află la o altitudine de 228 de metri, într-un bazin care acoperă 2250 km². În jurul văii sunt munții Radan și Pasjača la vest, Kukavica și Čemernik la sud și Babička Gora, Seličevica și Suva Planina la est. 

### Climat
| Date climatice pentru Leskovac (1981–2010)               | Date climatice pentru Leskovac (1981–2010) | Date climatice pentru Leskovac (1981–2010) | Date climatice pentru Leskovac (1981–2010) | Date climatice pentru Leskovac (1981–2010) | Date climatice pentru Leskovac (1981–2010) | Date climatice pentru Leskovac (1981–2010) | Date climatice pentru Leskovac (1981–2010) | Date climatice pentru Leskovac (1981–2010) | Date climatice pentru Leskovac (1981–2010) | Date climatice pentru Leskovac (1981–2010) | Date climatice pentru Leskovac (1981–2010) | Date climatice pentru Leskovac (1981–2010) | Date climatice pentru Leskovac (1981–2010) |
| Luna                                                     | Ian                                        | Feb                                        | Mar                                        | Apr                                        | Mai                                        | Iun                                        | Iul                                        | Aug                                        | Sep                                        | Oct                                        | Nov                                        | Dec                                        | Anual                                      |
| -------------------------------------------------------- | ------------------------------------------ | ------------------------------------------ | ------------------------------------------ | ------------------------------------------ | ------------------------------------------ | ------------------------------------------ | ------------------------------------------ | ------------------------------------------ | ------------------------------------------ | ------------------------------------------ | ------------------------------------------ | ------------------------------------------ | ------------------------------------------ |
| Maxima medie °C (°F)                                     | 7.8 (46)                                   | 10.0 (50)                                  | 15.2 (59,4)                                | 20.6 (69,1)                                | 25.5 (77,9)                                | 29.1 (84,4)                                | 32.2 (90)                                  | 31.3 (88,3)                                | 27.8 (82)                                  | 21.7 (71,1)                                | 14.2 (57,6)                                | 8.9 (48)                                   | 20,2 (68,4)                                |
| Media zilnică °C (°F)                                    | 3.7 (38,7)                                 | 5.6 (42,1)                                 | 10.2 (50,4)                                | 14.0 (57,2)                                | 19.7 (67,5)                                | 22.2 (72)                                  | 24.7 (76,5)                                | 23.8 (74,8)                                | 21.6 (70,9)                                | 15.8 (60,4)                                | 9.1 (48,4)                                 | 5.0 (41)                                   | 14,8 (58,6)                                |
| Minima medie °C (°F)                                     | −0.3 (31,5)                                | 1.1 (34)                                   | 5.1 (41,2)                                 | 8.6 (47,5)                                 | 13.7 (56,7)                                | 16.1 (61)                                  | 18.7 (65,7)                                | 17.9 (64,2)                                | 15.0 (59)                                  | 10.2 (50,4)                                | 4.2 (39,6)                                 | 0.6 (33,1)                                 | 9,3 (48,7)                                 |
| Minima istorică °C (°F)                                  | −13.2 (8,2)                                | −11.1 (12)                                 | −6 (21,2)                                  | −2.2 (28)                                  | 2.0 (35,6)                                 | 5.2 (41,4)                                 | 9.0 (48,2)                                 | 7.8 (46)                                   | 3.7 (38,7)                                 | −3.1 (26,4)                                | −7.3 (18,9)                                | −11.8 (10,8)                               | −13,2 (8,2)                                |
| Precipitații mm (inches)                                 | 62.2 (2.449)                               | 67.7 (2.665)                               | 54.9 (2.161)                               | 46.0 (1.811)                               | 38.8 (1.528)                               | 31.1 (1.224)                               | 23.0 (0.906)                               | 26.2 (1.031)                               | 34.3 (1.35)                                | 44.2 (1.74)                                | 58.9 (2.319)                               | 63.2 (2.488)                               | 546,8 (21,528)                             |
| Umiditate [%]                                            | 74                                         | 68                                         | 61                                         | 55                                         | 47                                         | 41                                         | 35                                         | 38                                         | 44                                         | 56                                         | 63                                         | 70                                         | 56                                         |
| Nr. de zile cu precipitații (≥ 0.1 mm)                   | 10                                         | 11                                         | 8                                          | 6                                          | 5.5                                        | 4                                          | 3                                          | 3                                          | 4.5                                        | 6.5                                        | 10                                         | 10.5                                       | 88                                         |
| Nr. mediu de zile cu ninsoare                            | 4                                          | 1.5                                        | 0                                          | 0                                          | 0                                          | 0                                          | 0                                          | 0                                          | 0                                          | 0                                          | 0                                          | 2.5                                        | 8                                          |
| Ore însorite                                             | 111.8                                      | 134.1                                      | 178.3                                      | 208.0                                      | 259.8                                      | 300.3                                      | 331.5                                      | 317.6                                      | 284.2                                      | 224.1                                      | 151.7                                      | 106.6                                      | 2.527,8                                    |
| Sursă: Institutul Hidrometeorologic din Republica Serbia |                                            |                                            |                                            |                                            |                                            |                                            |                                            |                                            |                                            |                                            |                                            |                                            |                                            |

### Râuri
Cel mai mare râu din regiunea Leskovac este râul Morava de Sud, care curge de la sud la nord. Afluenții Moravei de Sud sunt: râul Vlasina, care colectează apa din lacul Vlasina și curge prin Crna Trava și Vlasotince; râul Veternica, care curge prin Leskovac; râul Jablanica, care izvorăște din poalele Goljakului și curge prin Medveđa și Lebane; râul Pusta (pustiu), care izvorăște din muntele Radan, umple lacul Brestovačko și curge prin Bojnik. Râul Vučjanka, care izvorăște din muntele Kukavica, curge prin Vučje și este un afluent al râului Veternica. De asemenea, cunoscute în regiunea Leskovac sunt râurile Kozaračka, Predejanska, Kopašnička și Sušica.

## Date demografice

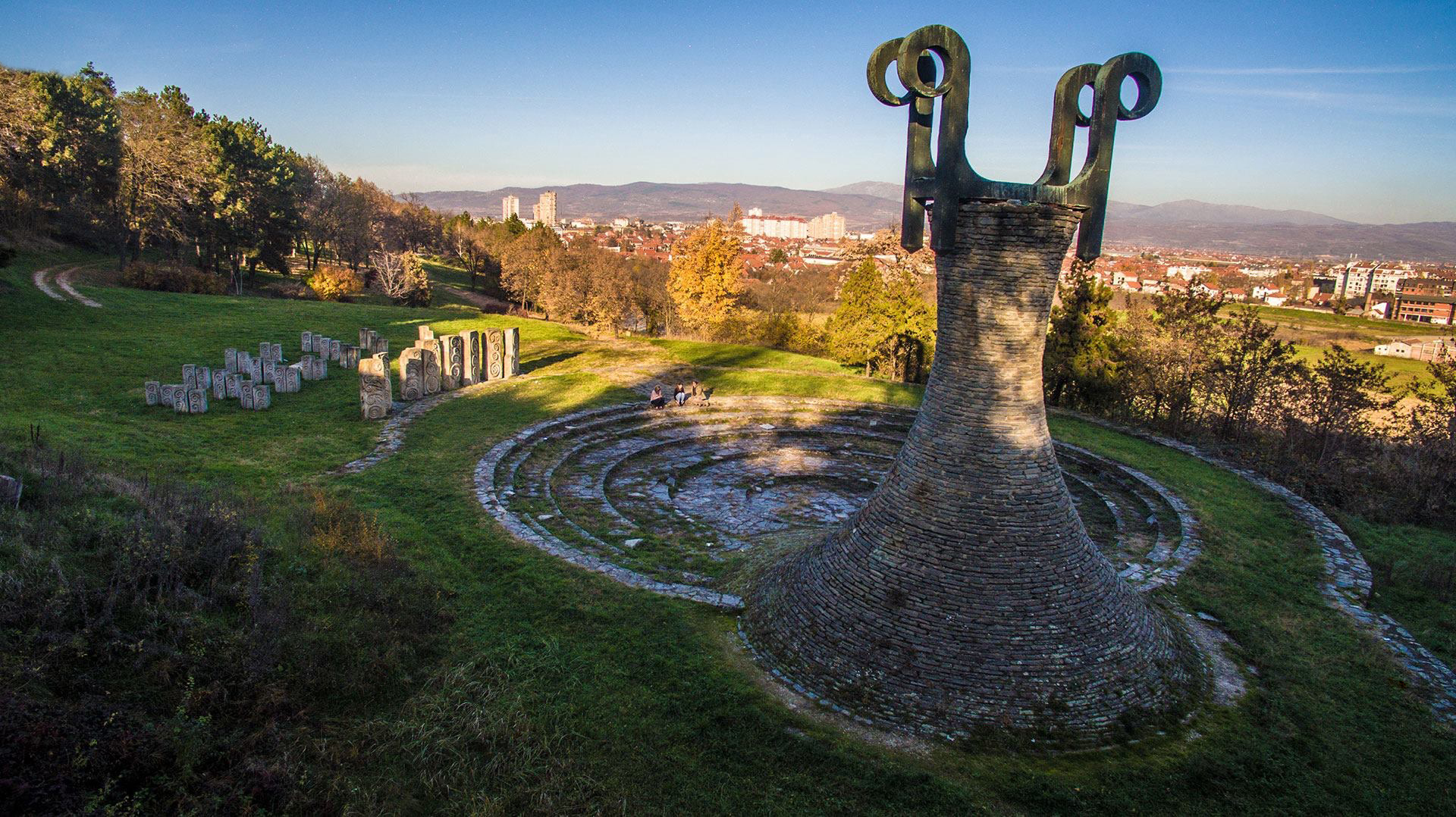
Panoramă a orașului de pe dealul Hisar

Conform rezultatelor recensământului din 2011, în orașul Leskovac au fost 144.206 de locuitori. 

### Grupuri etnice
În 2011 populația orașului era de 95.784 dintre care majoritatea erau sârbi. Alte grupuri etnice semnificative includ rromii, macedonenii și iugoslavii. În ianuarie 2007, în Leskovac au locuit aproximativ 500 de persoane de origine chineză. În afară de orașul propriu-zis, există 143 de așezări în comuna omonimă, dintre care cele mai mari sunt Vučje și Grdelica, clasificate drept „urbane” (orașe) în recensământ, cu aproximativ 3000 de rezidenți fiecare.  
Compoziția etnică a comunei (zonei administrative a orașului) este:
| Grup etnic   | Populație |
| ------------ | --------- |
| sârbi        | 133623    |
| rromi        | 7700      |
| macedoneni   | 291       |
| muntenegreni | 192       |
| bulgari      | 91        |
| iugoslavi    | 88        |
| croați       | 55        |
| albanezi     | 20        |
| sloveni      | 19        |
| musulmani    | 19        |
| germani      | 19        |
| maghiari     | 15        |
| ruși         | 13        |
| Alții        | 2061      |
| Total        | 144206    |

La un moment dat era cel de-al doilea oraș ca mărime din Serbia, astăzi însă Leskovac este afectat de probleme economice, cu mulți oameni care migrează din zonă.

## Așezările comunei
Există 144 de așezări situate pe raza comunei Leskovac:
| - Babičko - Badince - Barje - Belanovce - Beli Potok - Bistrica - Bogojevce - Bojišina - Boćevica - Bratmilovce - Brejanovce - Brestovac - Brza - Bričevlje - Bukova Glava - Bunuški Čifluk - Velika Biljanica - Velika Grabovnica - Velika Kopašnica - Velika Sejanica - Veliko Trnjane - Vilje Kolo - Vina - Vinarce | - Vlase - Vučje - Gagince - Golema Njiva - Gorina - Gornja Bunuša - Gornja Jajina - Gornja Kupinovica - Gornja Lokošnica - Gornja Slatina - Gornje Krajince - Gornje Sinkovce - Gornje Stopanje - Gornje Trnjane - Gornji Bunibrod - Gradašnica - Grajevce - Graovo - Grdanica - Grdelica - Grdelica (village) - Guberevac - Dedina Bara - Dobrotin - Donja Bunuša | - Donja Jajina - Donja Kupinovica - Donja Lokošnica - Donja Slatina - Donje Brijanje - Donje Krajince - Donje Sinkovce - Donje Stopanje - Donje Trnjane - Donji Bunibrod - Draškovac - Drvodelja - Drćevac - Dušanovo - Žabljane - Živkovo - Žižavica - Zagužane - Zalužnje - Zlokućane - Zloćudovo - Zoljevo - Igrište - Jarsenovo - Jašunja | - Jelašnica - Kaluđerce - Karađorđevac - Kaštavar - Kovačeva Bara - Kozare - Koraćevac - Krpejce - Kukulovce - Kumarevo - Kutleš - Leskovac - Lipovica - Ličin Dol - Mala Biljanica - Mala Grabovnica - Mala Kopašnica - Manojlovce - Međa - Melovo - Milanovo - Miroševce - Mrkovica - Mrštane - Navalin | - Nakrivanj - Nesvrta - Novo Selo - Nomanica - Oraovica (Grdelica) - Oraovica (Crkovnica) - Orašac - Oruglica - Padež - Palikuća - Palojce - Petrovac - Pečenjevce - Piskupovo - Podrimce - Predejane - Predejane (village) - Presečina - Priboj - Ravni Del - Radonjica - Razgojna - Rajno Polje - Rudare - Svirce | - Slavujevce - Slatina - Smrdan - Strojkovce - Stupnica - Suševlje - Todorovce - Tulovo - Tupalovce - Turekovac - Crveni Breg - Crkovnica - Crcavac - Čekmin - Čifluk Razgojnski - Čukljenik - Šainovac - Šarlince - Šišince |

## Cultură

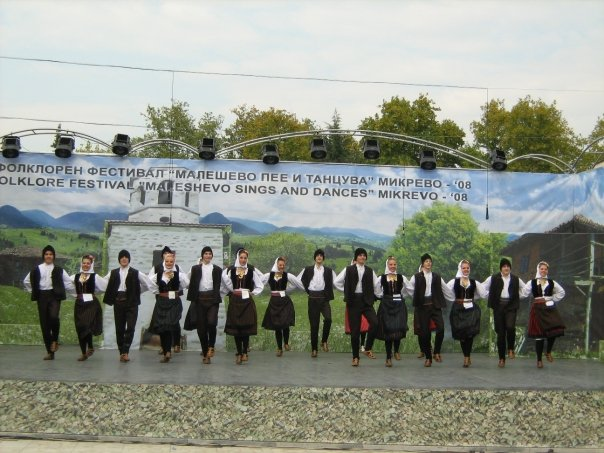
Costum și dans tradițional.

### Evenimente

#### Roštiljijada

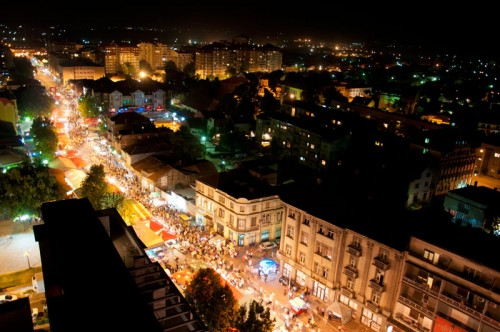
Roštiljijada

Roštiljijada (Săptămâna grătarului) este un festival de carne la grătar care este organizat la Leskovac de mulți ani și are loc anual la începutul lunii septembrie. În timpul evenimentului, bulevardul principal este închis pentru trafic timp de cinci zile, iar standurile alimentare sunt amplasate de-a lungul străzilor. Evenimentul aduce vizitatori din toată Serbia, precum și turiști din alte țări. Potrivit TOL (Organizația de turism din Leskovac) în 2013, peste 700.000 de persoane au vizitat evenimentul. Se organizează concursuri, cum ar fi cel mai mare hamburger, Pljeskavica. Festivalul este punctul culminant al sezonului în Leskovac. 

#### Carnaval internațional
În 2009, Leskovac a devenit oficial un oraș de carnaval internațional, admis de Asociația Orașelor Europene de Carnaval, care are peste 50 de membri în Europa și America. Carnavalul Leskovac se desfășoară în perioada festivalului Roštiljijada. La carnaval participă aproximativ 1200 de persoane, din care o treime din străinătate. Guvernul orașului a considerat separarea acestui eveniment în 2010 ca un eveniment turistic special, care va fi introdus ca o ofertă specială a orașului. 

#### Maraton de teatru

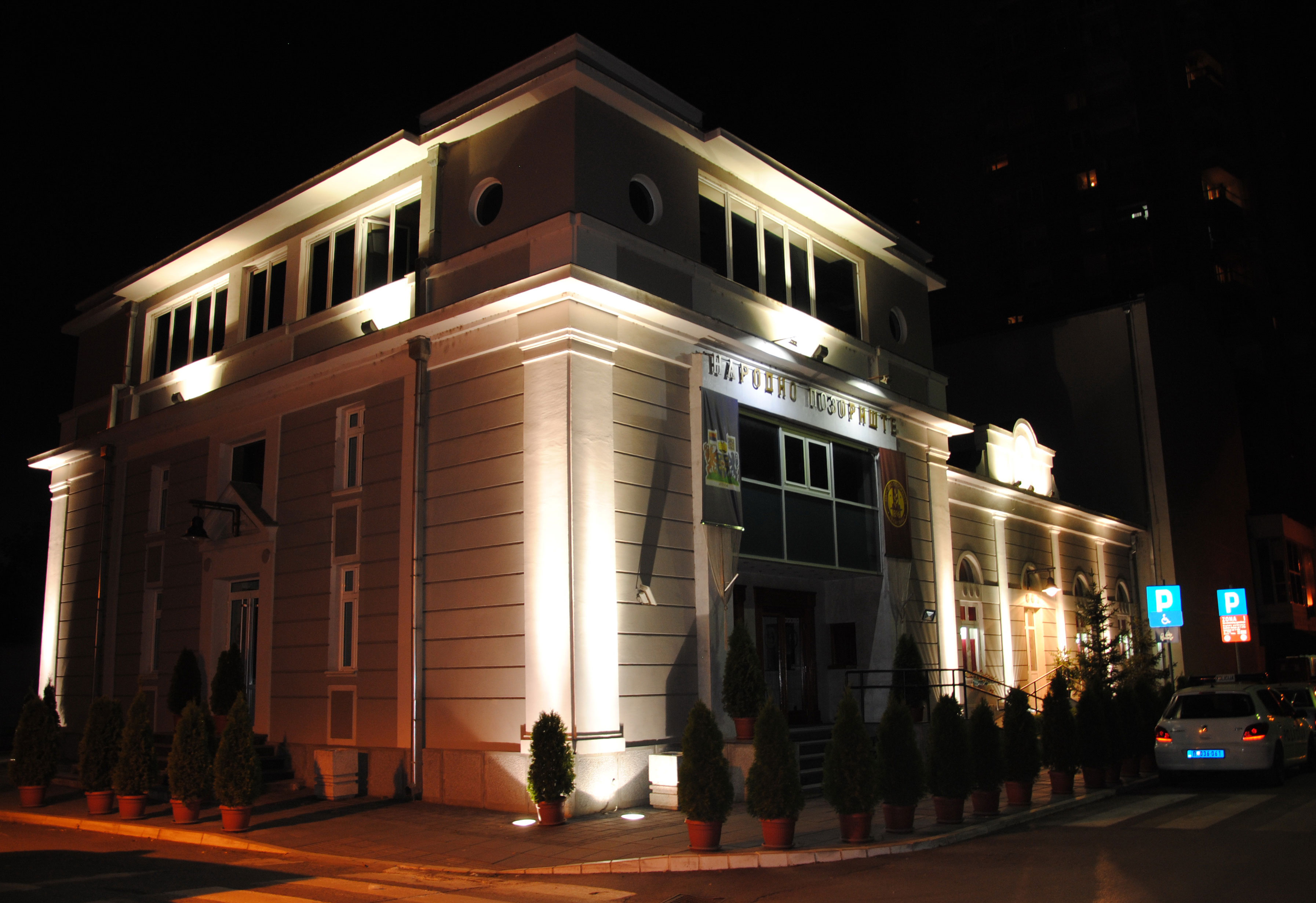
Teatrul Național din Leskovac

Maratonul de teatru are loc în fiecare an în noiembrie și durează 9 zile. Au loc spectacole ale Teatrelor Naționale din toată Serbia. Acest eveniment are loc în clădirea Teatrului Național din Leskovac. 

#### Festivalul Internațional de Film de la Leskovac
Primul Festival Internațional de Film de la Leskovac a avut loc în 2008. Ideea nu este chiar atât de nouă. În 1996, un grup de entuziaști, în frunte cu președintele Rade Jović, a organizat un festival de filme de producție internă. Astăzi, după mai mulți ani, Leskovac găzduiește un Festival de Film Internațional. Festivalul oferă premii la 3 categorii: 
- „Aluna de aur” - cel mai bun regizor;
- „Frunza de alun” - premii critice;
- „Vox populi” - premiul publicului.

### Moștenire culturala

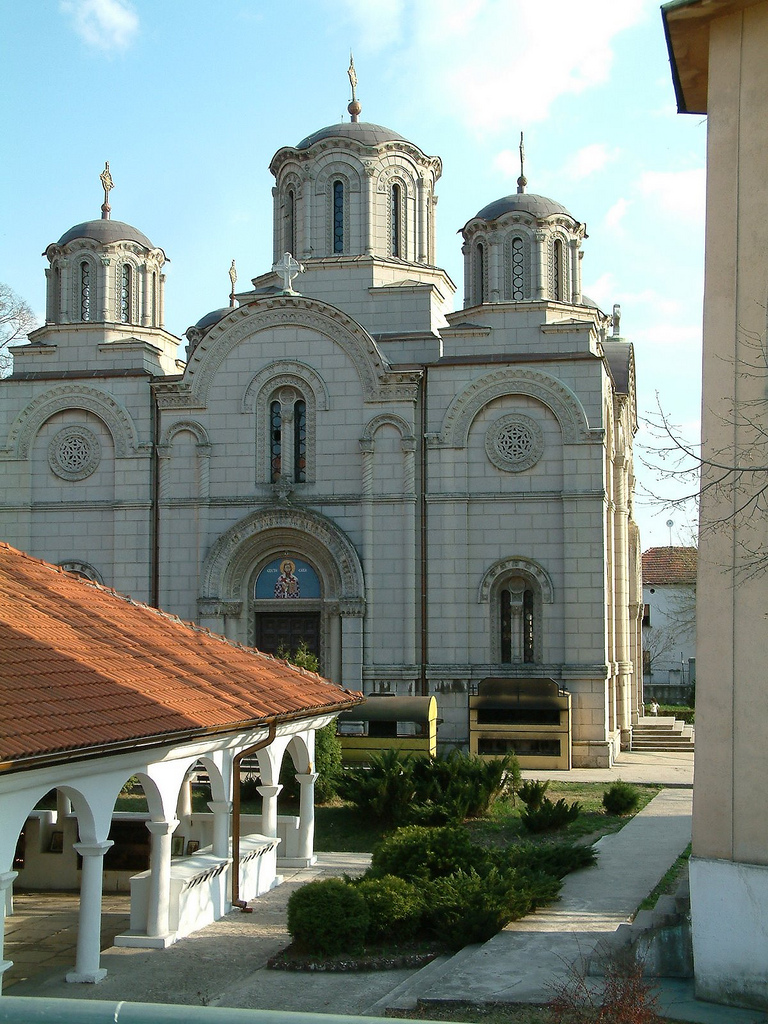
Crkva svete trojice

- Mănăstirea Sf. Ioan Botezătorul, Leskovac
- Mănăstirea Intrarea în Biserică a Maicii Domnului, Leskovac
- Mănăstirea din Rudare
- Mănăstirea din Čukljenik
- Catedrala din Leskovac
- Biserica din Odžaklija
- Parcul Memorial al Revoluției (1971) creat de renumitul arhitect iugoslav Bogdan Bogdanović

### Sport
Leskovac are o istorie sportivă îndelungată și găzduiește mai multe echipe, inclusiv Gradski fudblski klub Dubočica (FK Dubočica), clubul de fotbal FK Sloga Leskovac, echipa de baschet KK Zdravlje și echipa de handbal RK Dubočica 54.

## Economie și infrastructură
Economia din Leskovac este diversă, dar a fost într-o fază stagnantă în ultimii 20 de ani. În general, industria are o creștere minoră, dar creșterea sa este sigură și, în viitor, industria se va confrunta cu siguranță cu o altă creștere care va aduce Leskovac printre cele mai mari orașe din Serbia. Principala sa industrie este cea ușoară, precum industria textilelor, a mărfurilor de uz casnic și industria medicală. Leskovac are o mină de plumb și zinc numită Leskovac Lece (Лесковац Леце).
Primul creștere economică a avut loc după primul război mondial și a durat până în 1941. A continuat la sfârșitul anilor 1940 în timpul așa-zisului „miracol economic iugoslav” (anii 1950 - cca. 1980). Leskovac s-a dezvoltat nu doar ca un centru regional al industriei textile, ci și în întreaga Europă de Sud-Est. A devenit cunoscut sub numele de "Manchesterul Sârb". Leskovac Lece a fost construit în acea epocă. 
Odată cu sfârșitul celui de-al Doilea Război Mondial și cu venirea la putere a Partidului Comunist Iugoslav, modul în care au fost gestionate resursele în Iugoslavia s-a schimbat. Industria a fost naționalizată și apoi redistribuită în toată țara în funcție de prioritățile Partidului Comunist. Această schimbare a reprezentat o lovitură acerbă pentru Leskovac. A rămas impresia că orașul nu și-a revenit niciodată, dat fiind faptul că statutul său de mare centru industrial încă nu a rămas o amintire.
În timpul bombardamentului NATO din Iugoslavia, Leskovac a fost grav deteriorat ca niciun alt oraș din Europa la acea vreme.
Următorul tabel oferă o previzualizare a numărului total de persoane înregistrate angajate de persoane juridice după activitatea lor principală (din 2018):
| Activitate                                                                     | Total |
| ------------------------------------------------------------------------------ | ----- |
| Agricultură, silvicultură și pescuit                                           | 249   |
| Minerit și cariere                                                             | 18    |
| Fabricație                                                                     | 10709 |
| Alimentare cu energie electrică, gaz, abur și aer condiționat                  | 306   |
| Rezerva de apa; activități de canalizare, gestionare și remediere a deșeurilor | 627   |
| Construcții                                                                    | 1142  |
| Comerț cu ridicata și cu amănuntul, reparații de autovehicule și motociclete   | 5002  |
| Transport și depozitare                                                        | 1211  |
| Cazare și servicii alimentare                                                  | 1,007 |
| Informație și comunicare                                                       | 311   |
| Activități financiare și de asigurare                                          | 339   |
| Activități imobiliare                                                          | 139   |
| Activități profesionale, științifice și tehnice                                | 896   |
| Activități de servicii administrative și de asistență                          | 466   |
| Administrație publică și apărare; securitate socială obligatorie               | 1513  |
| Educație                                                                       | 2402  |
| Sănătate umană și activități de muncă socială                                  | 2671  |
| Arte, divertisment și recreere                                                 | 403   |
| Alte activități de servicii                                                    | 544   |
| Muncitori agricoli individuali                                                 | 1459  |
| Total                                                                          | 31415 |

### Transport
Leskovac este situat într-un nod feroviar și rutier. Trenurile internaționale care călătoresc din Europa spre Skopje, Salonic și Atena trec prin acest oraș. Nouăzeci de trenuri opresc în Leskovac în fiecare zi. Calea ferată a ajuns la Leskovac în 1886. Leskovac are astăzi una dintre cele mai noi și moderne stații feroviare din Serbia. Căile ferate au fost electrificate în 1974.
De asemenea, traficul de autobuze este foarte bine dezvoltat, deoarece multe drumuri trec prin oraș. Cel mai important este drumul E75 care leagă granițele Ungariei și Macedoniei de Nord. Drumurile regionale duc de la Leskovac la Priština, Pirot și Bosilegrad. Distanța dintre Leskovac și Niš este de 45 de kilometri, până la Belgrad sunt 280 de kilometri și până la Sofia de sunt 155 de kilometri. 
Leskovac are un aeroport regional, care este frecvent utilizat pentru zboruri sportive și agricole. Cel mai apropiat aeroport internațional este Aeroportul Constantin cel Mare din Niș situat la 45 de kilometri nord de oraș.

### Mediu înconjurător
Leskovac a fost primul oraș din Serbia care a avut o groapă de gunoi sanitară. Groapa de gunoi Željkovac se întinde pe 80 de hectare și este realizată după toate standardele europene. În depozitul de deșeuri există un centru pentru purificarea apei atmosferice, un centru pentru selectarea și eliminarea sistemelor de detectare a tuturor tipurilor de poluare. Compania Por Werner and Weber pentru Serbia, a început construcția centrului de colectare și reciclare al deșeurilor și este primul oraș din Balcani, unde a început această lucrare.

## Oameni notabili
- Vladimir Milošević, pianist de concert
- Zvonko Marić, membru SANU
- Nikola Skobaljić, comandant militar medieval
- Jovan Spasić, portar al echipei iugoslave
- Nikola Dekleva, medic
- Bojan Dimitrijević, actor
- Nenad Filipović, sportiv
- Predrag Filipović, sportiv
- Mija Kulić, satirist și artist
- Sloboda Mićalović, actriță
- Gojko Mitić, celebru actor din Germania
- Ahmed Ademović, trompetist rom care a luptat în bătălia de la Kumanovo, s-a distins pentru vitejia sa în luptă.
- Trajko Rajković, jucător de baschet, medalii olimpice de argint și campion mondial
- Jovica Arsić, antrenor profesionist de baschet
- Ljubiša Stojanović Louis, cântăreț
- Miodrag Stojković, genetician
- Goran Stojiljković, sportiv
- Nebojša Stefanović, ultra-maratonist
- Bratislav Živković, fotbalist
- Bojan Janić, jucător de volei, medaliat cu bronz la Campionatele Mondiale și Europene
- Marko Perović, fotbalist
- Predrag Stanković, fotbalist
- Obrad Belošević, arbitru de baschet
- Maja Miljković, jucător de baschet
- Žak Konfino, medic și scriitor
- Toma Zdravkovic, cântăreț
- Milan Dimitrijevic (n. 1954), astronom;
- Bojan Simić (n. 1976), fotbalist;
- Marko Momčilović (n. 1987), fotbalist.

## Relații internaționale

### Orașe gemene - orașe surori
Leskovac este înfrățit cu:
- Bijeljina, Bosnia și Herțegovina
- Kumanovo, Macedonia de Nord
- Kyustendil, Bulgaria
- Plovdiv, Bulgaria
- Silistra, Bulgaria